# Trachylepis rodenburgi
Trachylepis rodenburgi är en ödleart som beskrevs av  Marinus S. Hoogmoed 1974. Trachylepis rodenburgi ingår i släktet Trachylepis och familjen skinkar. Inga underarter finns listade i Catalogue of Life.